# 老松町 (津島市)
老松町（おいまつちょう）は、愛知県津島市の地名。丁番を持たない単独町名である。

## 地理
津島市西部に位置する。東は宮川町、西は大縄町、南は宮川町、北は下新田町・江西町・江東町に接する。

## 歴史

### 沿革
- 1953年（昭和28年） - 津島市大字向島の一部により、同市老松町として成立[1]。

## 世帯数と人口
2018年（平成30年）1月1日現在の世帯数と人口は以下の通りである。
| 町丁   | 世帯数  | 人口  |
| ------ | ------- | ----- |
| 老松町 | 169世帯 | 384人 |

### 人口の変遷
国勢調査による人口の推移
| 1995年（平成7年）  | 531人 | [ 7 ]  |  |
| 2000年（平成12年） | 457人 | [ 8 ]  |  |
| 2005年（平成17年） | 491人 | [ 9 ]  |  |
| 2010年（平成22年） | 432人 | [ 10 ] |  |
| 2015年（平成27年） | 406人 | [ 11 ] |  |

## 学区
公立小学校及び公立中学校に通う場合、学区は以下の通りとなる。また、公立高等学校に通う場合の学区は以下の通りとなる。
| 番・番地等 | 小学校           | 中学校             | 高等学校 |
| ---------- | ---------------- | ------------------ | -------- |
| 全域       | 津島市立西小学校 | 津島市立天王中学校 | 尾張学区 |

## 施設
- 愛知県営津島住宅[6]北緯35度10分7秒 東経136度42分53.3秒 / 北緯35.16861度 東経136.714806度
- 津島市営プール[6]
- 津島市立図書館北緯35度10分11秒 東経136度42分59.7秒 / 北緯35.16972度 東経136.716583度

## その他

### 日本郵便
- 郵便番号 : 496-0854[4]（集配局：津島郵便局[14]）。